# Washington, Pennsylvania
Washington là một thành phố thuộc quận Washington, tiểu bang Pennsylvania, Hoa Kỳ. Năm 2010, dân số của thành phố này là 13663 người.